# Portinho João Lima
O Portinho João Lima é uma instalação portuária portuguesa, localizada na freguesia das Bandeiras, concelho da Madalena do Pico, ilha do Pico, arquipélago dos Açores.
Esta instalação portuária é principalmente usada para fins piscatórios e de recreio. 